# Seznam letišť v Ománu
Tento seznam obsahuje výčet všech letišť v Ománu.

## Letiště
| Lokace (město)   | ICAO | IATA | Název letiště                            |
| ---------------- | ---- | ---- | ---------------------------------------- |
| Civilní letiště  |      |      |                                          |
| Butabul          | OOBB |      | Letiště Butabul                          |
| al-Burajmi       | OOBR | RMB  | Letiště Burajmi                          |
| Diba al-Baja     |      | BYB  | Letiště Diba al-Baja                     |
| Fahúd            | OOFD |      | Letiště Fahúd                            |
| Gaba             | OOGB |      | Letiště Karn Alam                        |
| Hajma            | OOHA |      | Letiště Hajma                            |
| Ibra             | OOIA |      | Letiště Ibra                             |
| Ibrí             | OOII |      | Letiště Ibrí                             |
| Severní Džarf    | OOJN |      | Letiště Severní Džarf                    |
| Chasab           | OOKB | KHS  | Letiště Chasab / Letecká základna Chasab |
| Lechuajr         | OOLK |      | Letiště Lechuajr                         |
| Marmul           | OONR | OMM  | Letiště Marmul                           |
| Maskat           | OOMS | MCT  | Mezinárodní letiště Maskat               |
| Nazvá            | OONZ |      | Letiště Nazvá                            |
| Rustak           | OORQ |      | Letiště Rustak                           |
| Sajk             | OOSQ |      | Letiště Sajk                             |
| Salála           | OOSA | SLL  | Letiště Salála                           |
| Suhár            | OOSH |      | Letiště Suhár                            |
| Súr              | OOSR | SUH  | Letiště Súr                              |
| Jíbal            | OOYB |      | Letiště Jíbal                            |
| Vojenská letiště |      |      |                                          |
| Firk             | OOFQ |      | Letecká základna Firk                    |
| Izki             | OOIZ |      | Letecká základna Izki                    |
| Masíra           | OOMA | MSH  | Letecká základna Masíra                  |
| Thumrajt         | OOTH | TTH  | Letecká základna Thumrajt                |